# フラオ
フラオ(Flaó)は、スペインのチーズケーキまたはタルトである。レバンテ地方が発祥とされて人気があるが、マヨルカ島、イビサ島、フォルメンテラ島も起源を主張し、論争となっている 。伝統的なフラオは、メノルカ島で復活祭における家族の祝いの一部であったが、現在は一年中入手できる。
タラゴナのいくつかの地域では、地域により、ジャムや蜂蜜、または数種のチーズを詰めた三日月型のパイである。伝統的には蜂蜜が用いられるが、最近は砂糖で甘みを付けることが多い。歴史的には、フラオへの最初の記録された言及は1252年で、1283年のラモン・リュイの著書Blanquernaの中にも記載がある。

## バリエーション

### Alt Maestrat
Alt Maestrat地域やPorts地域では、半円形であり、地元のカッテージチーズであるブロサットと粉末のアーモンドを混ぜ、アグアルディエンテとミステラで風味を付けたフィリングを詰める。
モレリャのフラオは、この古代都市の美食のアイコンである。モレリャのフラオの平均的な大きさは約12cmである。

### イビサ島及びフォルメンテラ島
イビサ島及びフォルメンテラ島のflaó d'Eivissaは円形で、ヒツジまたはヤギのカッテージチーズ、卵、砂糖をペパーミントの葉とアニシードで風味付けしたフィリングを詰める。通常、デザートワインや、タイムを用いた地元のリキュールで食後酒として飲まれるfrígolaと一緒に食べる。

### メノルカ島
flaó de Menocaは、マオンというチーズ、小麦粉、オリーブ油、酵母から作るペイストリーである。卵や少量のラードを加えるレシピもある。高品質のものは、中央部が大きく膨らむ。メノルカ島では、塩味のものも甘いものも食べられる。また、中にフィリングを詰めるものも、具材を生地に混ぜ込むものもある。

### マタラニャ
flaonets de Calaceitは、アラゴン州カラセイテで作られる。flaonetsはカタルーニャ語で「小さなフラオ」という意味である。その名前に反してフラオとはかなり異なり、チーズの代わりにカボチャのジャムと蜂蜜のフィリングを詰める。サルバドール・ダリが愛した伝統的なスペインのペイストリーの1つである。

## ギャラリー

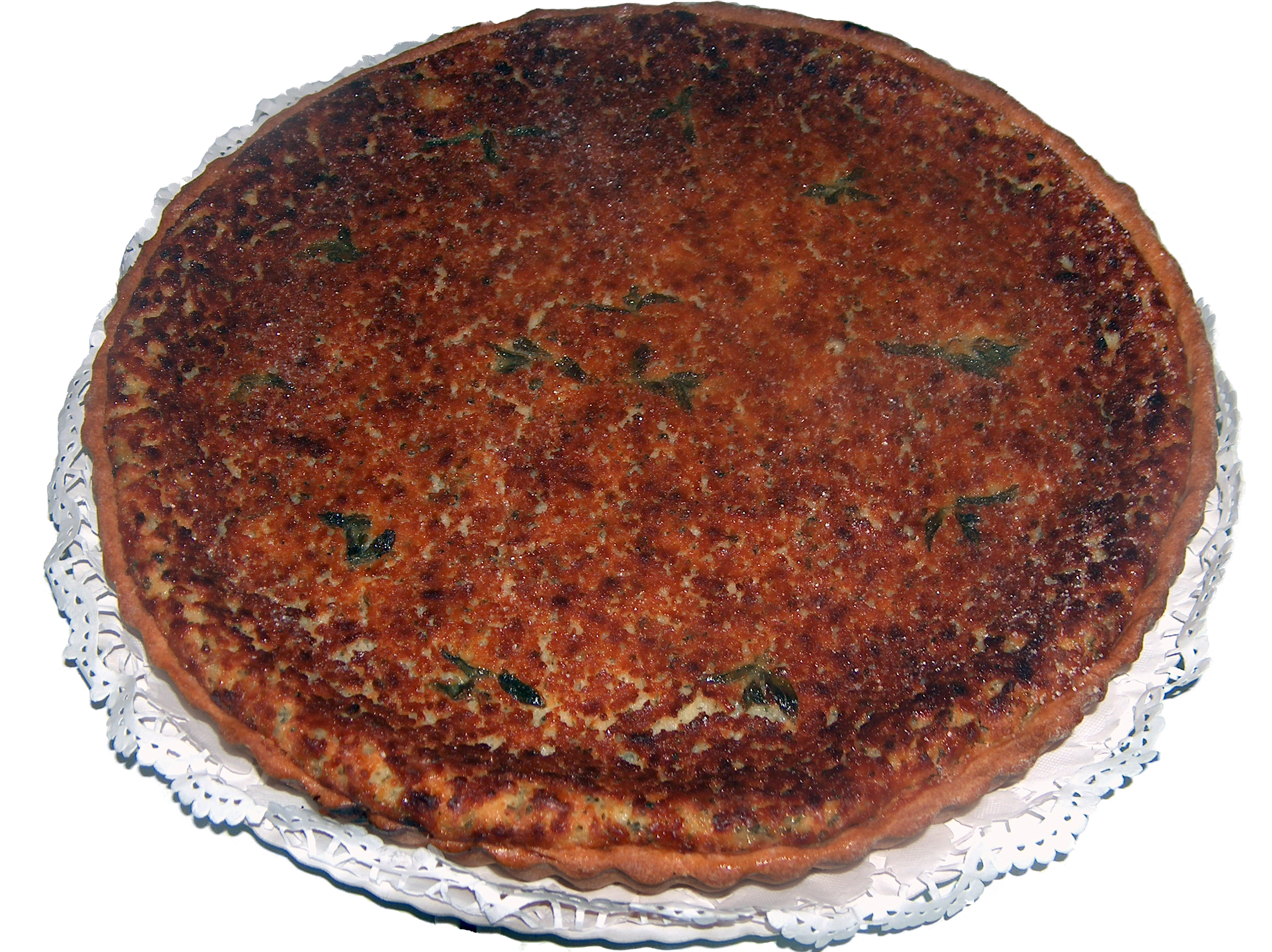
イビサ島で作られたflaó d'Eivissa
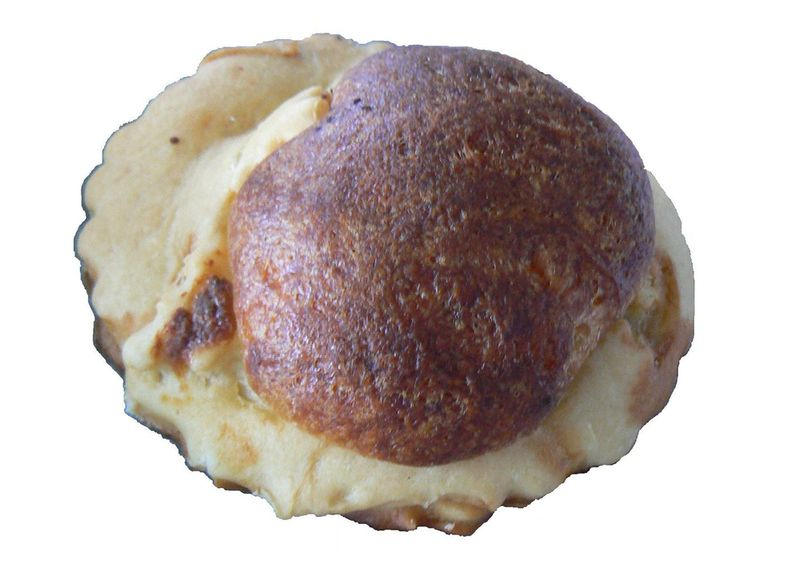
メノルカ島で作られたflaó de Menoca